# 新烏尼昂 (朗多尼亞州)
10°54′14″S 62°33′39″W / 10.90389°S 62.56083°W
新烏尼昂（葡萄牙語：Nova União），是巴西的城鎮，位於該國西北部，由朗多尼亞州負責管轄，始建於1994年6月22日，面積807平方公里，海拔高度250米，2010年人口7,498，人口密度每平方公里9.29人。